# Ulrich Lange (Politiker)

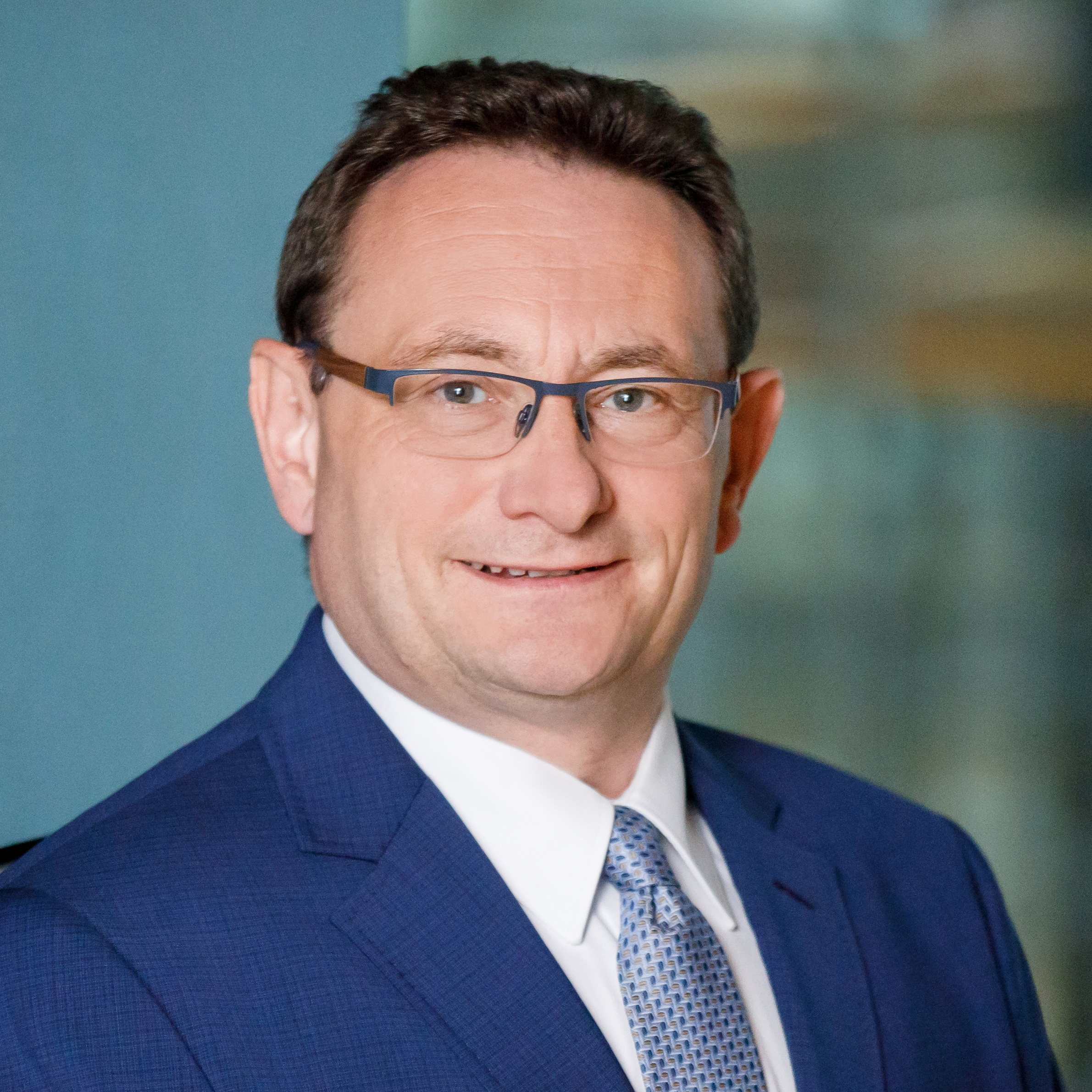
Ulrich Lange (2018)

Ulrich Josef Lange (* 6. Juni 1969 in Meran, Südtirol) ist ein deutscher Politiker (CSU). Seit 2009 ist er Mitglied des Deutschen Bundestags und seit 2025 Parlamentarischer Staatssekretär beim Bundesminister für Verkehr.

## Werdegang
Lange wuchs im nordschwäbischen Nördlingen auf. Dort legte er 1988 am Theodor-Heuss-Gymnasium sein Abitur ab. Im Anschluss leistete er in der Luitpoldkaserne in Dillingen an der Donau als Fernmelder beim Fernmeldebataillon 230 seinen 15-monatigen Grundwehrdienst. 1989 nahm er an der Universität Regensburg ein Studium der Rechtswissenschaft auf, legte dort 1993 die erste juristische Staatsprüfung und nach einem Referendariat in Augsburg 1995 die zweite juristische Staatsprüfung ab. 1996 ließ er sich als Rechtsanwalt mit Schwerpunkten im Arbeitsrecht und Familienrecht nieder und ist seit 1999 Partner einer Kanzlei in Nördlingen.
Sein politischer Werdegang begann im Februar 1992 mit der Neugründung des Ortsverbands der Jungen Union in Nördlingen, den er bis 1999 führte. Gleichzeitig war er Mitglied des Vorstandes des JU-Kreisverbandes Donau-Ries und der JU Schwaben. 1999 übernahm er den Ortsvorsitz der CSU Nördlingen, den er bis 2011 innehatte. Er ist seit 2013 Kreisvorsitzender der CSU Donau-Ries.
Ein erstes politisches Mandat übernahm er nach der Kommunalwahl im Frühjahr 2002 als Stadtratsmitglied in Nördlingen und übte dort den Vorsitz der CSU-Fraktion aus. Sein Stadtratsmandat legte er 2018 aus persönlichen Gründen nieder. Seit 2002 hat er außerdem ein Mandat im Kreistag Donau-Ries. Dort ist er seit 1. Mai 2008 Vorsitzender der CSU/JB-Fraktion.

## Abgeordneter
Im Frühjahr 2009 wurde er als Nachfolger von Hans Raidel zum Direktkandidaten der CSU für den Bundestagswahlkreis Donau-Ries gewählt. Nach der Bundestagswahl 2009 zog er erstmals als Abgeordneter in den Deutschen Bundestag ein. Bei der Bundestagswahl 2013 konnte er sein Direktmandat verteidigen. Von Januar 2014 bis Januar 2018 war er Vorsitzender der Arbeitsgruppe "Verkehr und digitale Infrastruktur" der CDU/CSU-Bundestagsfraktion und damit verkehrspolitischer Sprecher der Unionsfraktion. Lange gehörte dem Untersuchungsausschuss zum VW-Abgasskandal an.
Bei der Bundestagswahl 2017 konnte er mit 47,0 Prozent der Erststimmen sein Direktmandat wieder erringen. Seit dem Januar 2018 ist er stellvertretender Vorsitzender der CDU/CSU-Bundestagsfraktion mit der Zuständigkeit für Verkehr und digitale Infrastruktur, Bau. Im 19. Deutschen Bundestag gehörte Lange als stellvertretendes Mitglied dem Ausschuss für Bau, Wohnen, Stadtentwicklung und Kommunen und dem Ausschuss für Verkehr und digitale Infrastruktur an. Lange war zudem Obmann des 2. Parlamentarischen Untersuchungsausschusses der 19. Wahlperiode des Bundestages.
Bei der Bundestagswahl 2021 konnte er mit 41,1 Prozent der Erststimmen sein Direktmandat verteidigen.
Bei der Bundestagswahl 2025 am 23. Februar erreichte er im Bundestagswahlkreis Donau-Ries mit 45,1 Prozent die meisten Erststimmen und zog in den 21. Deutschen Bundestag ein.
Im Zuge der Bildung des Kabinetts Merz wurde er am 6. Mai 2025 zum Parlamentarischen Staatssekretär beim Bundesminister für Verkehr, Patrick Schnieder, (CDU) ernannt. Lange möchte die Reaktivierung von Bahnstrecken verhindern.

## Privates
Lange ist verheiratet und Vater zweier Kinder. Er ist katholischer Konfession.